# شهرستان میبد
شهرستان مِیبُد یکی از شهرستان‌های استان یزد است. مرکز این شهرستان، شهر میبد است.

## موقعیت جغرافیایی
شهرستان میبد از شمال با شهرستان اردکان، از شرق با شهرستان اشکذر، از جنوب شرقی با شهرستان تفت، از جنوب با شهرستان ابرکوه و از غرب با استان اصفهان همسایه است.

## تقسیمات کشوری
شهرستان میبد شامل ۳ بخش، ۵ دهستان و ۳ شهر به شرح زیر است:

### شهرستان میبد
| بخش     | مرکز بخش | جمعیت بخش ۱۳۹۵ | نام دهستان | مرکز دهستان | جمعیت دهستان ۱۳۹۵ | شهر     | جمعیت شهر ۱۳۹۵ |
| ------- | -------- | -------------- | ---------- | ----------- | ----------------- | ------- | -------------- |
| مرکزی   | میبد     | ۱۳۰۷۳۷نفر      | شهدا       | رکن‌آباد     | ۵٬۰۵۹ نفر         | میبد    | ۱۲۵۶۷۸نفر      |
| بفروئیه | بفروئیه  | ۱۰٬۳۵۶ نفر     | بفروئیه    | بفروئیه     | ۳٬۱۹۷ نفر         | بفروئیه | ۶٬۹۳۹ نفر      |
| بفروئیه | بفروئیه  | ۱۰٬۳۵۶ نفر     | درین       | درین        | ۲۲۰ نفر           | بفروئیه | ۶٬۹۳۹ نفر      |
| ندوشن   | ندوشن    | ۳٬۶۰۰ نفر      | ندوشن      | ندوشن       | ۶۹۷ نفر           | ندوشن   | ۲٬۳۵۱ نفر      |
| ندوشن   | ندوشن    | ۳٬۶۰۰ نفر      | صدرآباد    | صدرآباد     | ۵۵۲ نفر           | ندوشن   | ۲٬۳۵۱ نفر      |

## فرمانداران
میبد در سال ۱۳۶۸ به فرمانداری ارتقاء یافت.
- محمدرضا شکوهی
- حسینعلی فلاح
- سید علی نقیبی‌زاده
- عباسعلی رضایی
- محمدرضا رجایی
- حسین فلاح (۱۳۹۲-۱۴۰۰)
- سید جمال سجادی‌پور (۱۴۰۰-۱۴۰۳)
- امیر ملانوری (۱۴۰۳-۱۴۰۴)
- سید مهدی طباطبایی (۱۴۰۴- اکنون)

## جمعیت
بر پایهٔ سرشماری عمومی نفوس و مسکن در سال ۱۳۹۵، جمعیت شهرستان میبد برابر با ۹۹٬۷۲۷ نفر بوده‌است
سرشماری عمومی نفوس و مسکن در سال ۱۴۰۰.